# Перес, Вильсон
Ви́льсон Энри́ке Пе́рес Пе́рес (исп. Wilson Enrique Pérez Pérez; род. 9 августа 1967, Барранкилья, Колумбия) — колумбийский футболист, выступавший на позиции правого защитника в сборной Колумбии и ряде колумбийских клубов.

## Карьера

### Клубная карьера
Свою профессиональную карьеру Перес начал в «Америке» из Кали. В течение 10 лет, проведённых в составе «дьяволов», стал 4-хкратным чемпионом Колумбии. В 1996 году перешёл в «Депортиво Уникоста», а с 1998 по 2001 годы выступал за «Индепендьенте Медельин», «Америку» (Кали), «Мильонариос» и «Атлетико Хуниор» (по одному сезону за каждую из команд).

### Карьера в сборной
В 1987 году Перес представлял свою страну на молодёжном чемпионате мира, где отыграл 3 игры группового этапа.
Дебют Переса в сборной Колумбии состоялся 28 января 1994 года в товарищеском матче против венесуэльцев. В 1994 году вошёл в состав колумбийской команды на чемпионат мира в США, где полностью провёл три матча группового этапа, отметившись одной голевой передачей. Также Перес участвовал в Кубке Америки 1989 и 1993 годов.

## Достижения
Америка (Кали):
- Чемпион Колумбии: (4) 1985, 1986, 1990, 1992